# Polar-Klasse (2017)
Die Polar-Klasse ist eine Klasse von Kühlcontainerschiffen der Reederei Hamburg Süd.

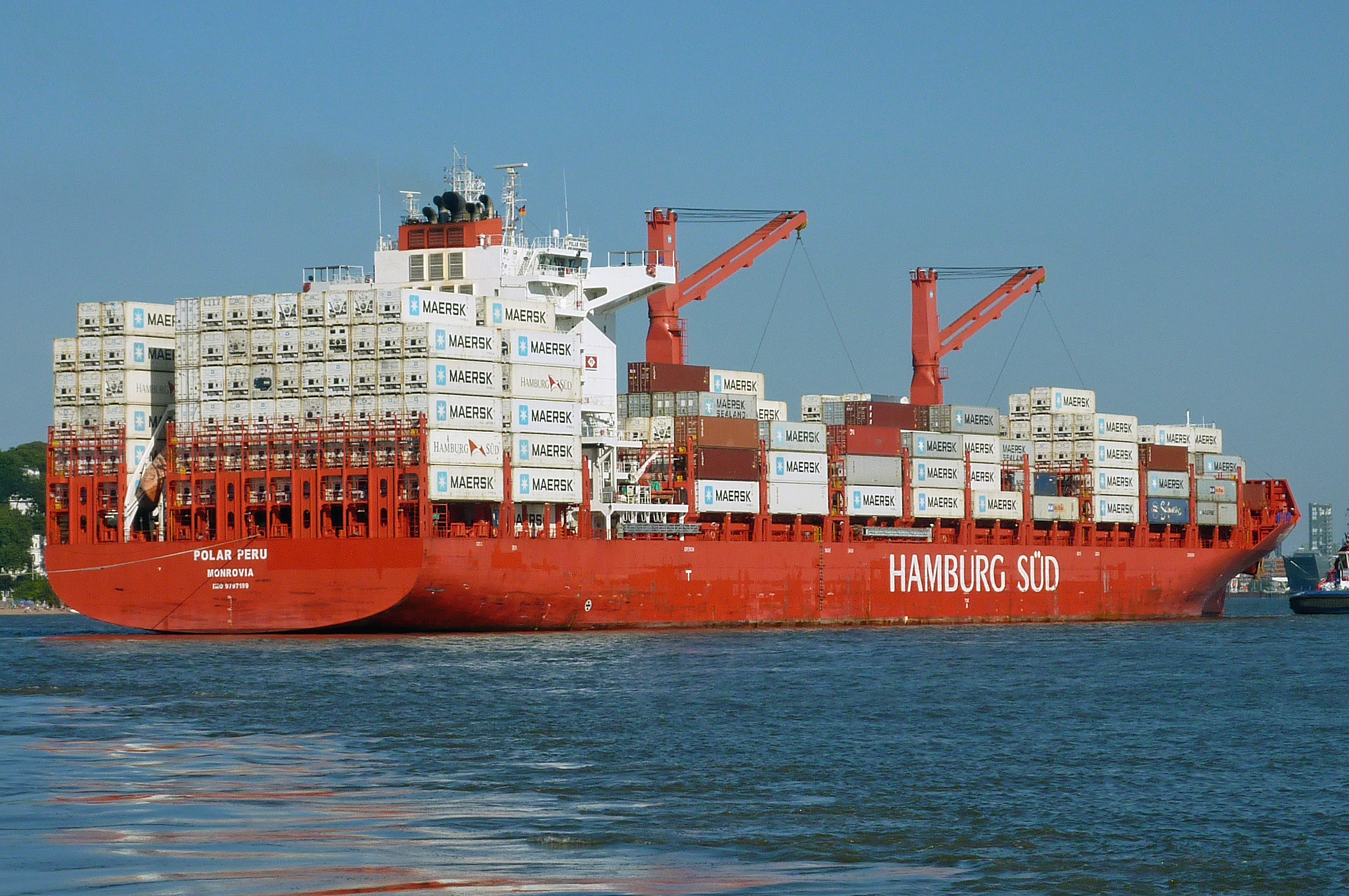
Heckansicht der Polar Peru (ex Katharina)

## Geschichte
Die Schiffe wurden 2015 bei der Werft Jiangsu New Yangzi Shipbuilding bestellt und sollen bis 2018 abgeliefert werden. Zunächst wurden vier Schiffe bestellt und vier weitere optioniert. Gebaut wurden die Schiffe für Peter Döhle und verchartert.

## Einzelheiten
Ein Schiff kostet 43 Millionen Dollar.
Die Schiffe haben eine Kapazität von 3.800 TEU und verfügen über 870 Anschlüsse für Kühlcontainer.

## Die Schiffe
| Polar-Klasse     | Polar-Klasse | Polar-Klasse | Polar-Klasse | Polar-Klasse                                         | Polar-Klasse |
| Bauname          | Baunummer    | IMO-Nummer   | Flagge       | Kiellegung Stapellauf Ablieferung                    | Umbenennungen und Verbleib                                                                                                  |
| ---------------- | ------------ | ------------ | ------------ | ---------------------------------------------------- | --- |
| Xinyangzi 237    | 1200         | 9786750      | →            | 3. Dezember 2015 7. April 2017 25. August 2017       | Polar Mexico (2017) → Polar Colombia (2017) → Polar Mexico (2017) → Diego Garcia (2017) → Polar Mexico (2018) → so in Fahrt |
| Polar Mexico     | 1201         | 9786762      | →            | 10. Dezember 2015 7. April 2017 8. September 2017    | Xinyangzi 238 (2017) → Polar Colombia (2017) → João de Solis (2017) → Polar Colombia (2020) → so in Fahrt                   |
| Polar Equador    | 1202         | 9786774      | →            | 17. Dezember 2015 17. Juli 2017 22. November 2017    | so in Fahrt |
| Polar Costa Rica | 1203         | 9786786      | →            | 24. Dezember 2015 17. Juli 2017 6. Dezember 2017     | so in Fahrt |
| Polar Argentina  | 1206         | 9797204      | Malta        | 14. Dezember 2015 28. September 2017 23. Januar 2018 | so in Fahrt |
| Charlotte        | 1204         | 9797187      | Liberia      | 9. Dezember 2015 28. September 2017 15. Januar 2018  | Polar Chile (2018) → so in Fahrt                                                                                            |
| Katharina        | 1205         | 9797199      | Liberia      | 16. Dezember 2015 4. Dezember 2017 26. April 2018    | Polar Peru (2018) → so in Fahrt                                                                                             |